# 이기석
이기석(1980년 9월 12일 ~ )은 대한민국의 초창기 스타크래프트 프로게이머이다. SSamzang이라는 아이디를 사용했으며, 종족은 랜덤이었다.

## 개요
1세대 프로게이머로, 1999년 6월 블리자드 래더토너먼트 시즌2에서 우승했을 때 처음 알려졌으며, 같은해 10월 당시 코넷 CF에 99년 스타크래프트 세계챔피언 이기석, ro_MinHee 한 바 를9쓱9있다부터 2000년 6월까지 각종 게임대회에서 우승하며 정상급 프로게이머로 활동하였다. 그리고 송민호와는 주로 라이벌로 지냈다.
1999년 6월 블리자드에서 주최한 래더토너먼트 시즌2에서 우승한 이기석은 3개월 뒤인 1999년 9월 당시 인터넷 기업이었던 코넷의 CF에 출연하게 된다. 그런데 당시 스타크래프트는 폭발적 인기를 얻고 있었고 초고속 인터넷망과 PC방 문화가 생성되고 있던 당시 대한민국의 상황에서, 스타크래프트의 '세계 챔피언'으로 소개된 '쌈장' 이기석은 일약 인터넷과 스타크래프트를 향유하는 새로운 계층의 문화 아이콘으로 자리매김하였다. 그외에도 1999년 11월 '밀레니엄 가상 내각'에서는 컴퓨터 백신 개발자 안철수를 누르고 '사이버 국방부장관'에 뽑히기도 했으며, 당시 e-스포츠계를 형성하는 주역으로 평가받았다.

## 어뷰저 논란과 은퇴
래더토너먼트 우승과 이후의 광고 출연을 통해 이기석은 유명인이 되었지만 그와 동시에 래더토너먼트에 대해서는 '어뷰저' 논란에 중심에 놓이게 되면서 어려운 상황에 겪게 되었다. 당시 어뷰저는 배틀넷 래더에서 매우 흔히 있었던 일로 어뷰저는 한국인 유저들이 주로 하는 것으로 알려져 있었다. 그런데 당시 래더 점수에 따라 토너먼트 진출자를 결정하는 대회 방식 때문에 토너먼트 진출자들은 어김없이 어뷰저 논란에서 결코 자유롭지 않았는데, 그것에 대해서는 이기석도 안전하지 못했던 것이다.조사 결과, 이기석은 어뷰저였음이 밝혀졌다. 이로 인해 토너먼트 본선에서 순수 실력만으로 우승을 차지했다는 사실때문에 일각에서 그를 변호하는 목소리도 있었다. 이 사건이 만천하에 드러나자 블리자드는 래더토너먼트를 즉시 폐지하고 월드 챔피언쉽을 신설하였다.
하지만 그럼에도 불구하고 이기석은 2000년 5월까지 정상권에서 활약하였고, 스타리그의 전신이자 최초의 방송대회인 '99 프로게이머 코리아 오픈'에서도 4강에 들었으며, 이듬해 최초의 스타리그인 '2000 하나로통신배 투니버스 스타리그'에서도 8강에 드는 등 대단한 호성적을 유지하였다. 하지만 2000 하나로통신배 투니버스 스타리그 종료 직후부터는 각종 이벤트에 불려다니고 여럿 방송에 출연하는 등 그의 활동 자체가 게임에서 완전히 멀어지게 되었으며, 그로 인해 실력도 완전히 추락하였다. 실력이 추락하면서 그의 명성도 완전히 사그라들었고, 팬들 사이에서 '성인방송 출연'이라는 루머까지 떠돌아다녔지만, 사실이 아니라고 본인이 해명하였고(바나나TV배 스타크래프트 대회 기념사진이 와전되었다고함. 그래서 게임하는 모습의 사진은 있는데 방송출연한 영상은 없는 것이라고 함), 점점 팬들에게서 완전히 잊혀졌다.
이로써 2000년 6월부터 2003년 1월까지 2년 반동안 모습을 감추었으나 2003년 2월 프로게이머의 재기를 위해서 마침내 후원자들과의 관계를 완전히 정리하고 KTF 매직엔스에 연습생으로 입단, 5개월 뒤에는 헥사트론 드림팀로 옮기면서 당시 대부분 틀이 잡힌 e-스포츠의 중심부에 본격적으로 합류했다. 하지만 이미 오래전에 저하된 기량은 결국 회복되지 않았고, 개인리그 예선에서도 잇따라 고배를 마시면서 방송경기에서 다시 예전의 모습을 전혀 보여주지 못했다. 2004년 9월 프로게이머를 완전히 그만두었다.
2004년 9월 프로게임계를 떠난 직후 일본으로 건너가, 동경전기대학교로 유학을 갔으며 2013년 2월 동경전기대를 졸업하고 나서 한국에 귀국했다고 한다.
2014년 2월 5일에 강남 넥슨 아레나에서 열린 이벤트 매치 '스타 파이널포'에 관람하러 모습을 나타냈다. 당시 공무원 시험을 준비중이라고 짤막하게 근황을 전했다.
스타 파이널포, 브루드워의 조상 ‘쌈장’ 이기석까지 참석!], 포모스, 2014년 2월 5일 작성.

## CF
- 1999년 한국통신 코넷

## 수상 경력
없음.